# Буагильбер, Пьер Лепезан
Пьер Лепезан Буагильбер (фр. Pierre Le Pesant de Boisguilbert; 17 февраля 1646, Руан — 10 октября 1714, Руан) — родоначальник классической политической экономии во Франции.

## Биография
Пьер Буагильбер родился в 1646 году в семье нормандского дворянина, юриста. В юности получил отличное для того периода образование. Он, как и его отец, стал юристом. Вскоре поселился в Париже, где в основном занимался литературой. Опубликовал несколько переводов с древних языков и в 1674 году издал написанную им историческую хронику о шотландской королеве Марии Стюарт.
В 1677 году Буагильбер получил административную должность судьи в Нормандии. В 1689 году занял доходный и влиятельный пост генерального лейтенанта судебного округа Руана. Свои первые реформаторские соображения он опубликовал в возрасте 50 лет, анонимно издав в 1695—1696 годах книгу с весьма замысловатым заглавием «Подробное описание положения Франции, причины падения её благосостояния и простые способы восстановления, или как за один месяц доставить королю все деньги, в которых он нуждается, и обогатить всё население». Первая книга Буагильбера осталась почти незамеченной, несмотря на содержащуюся в ней резкую критику экономической политики меркантилизма.
В 1707 году Буагильбер издал свой двухтомный труд «Обвинение Франции». За резкую критику в адрес правительства книга была запрещена, а самого автора сослали в провинцию. Несмотря на это, Буагильбер трижды переиздал свой труд, изъяв из содержания выпады против правительства. Тем не менее ни признания, ни поддержки или понимания своих идей министрами правительства, на которые он рассчитывал до последних дней жизни, так и не получил.

## Вклад в экономическую науку
Буагильбер — первый в экономической теории, кто сформулировал, что ценам, которые находятся в рыночном равновесии, соответствует определённая пропорция. Эту пропорцию составляет общественное производство. Данная пропорция выражается тем, что производитель покупает товар у другого производителя при условии, что производимое покупателем тоже купят, прямо или косвенно, другие производители. Цены на товары, при которых все производители покрывают свои издержки, Буагильбер назвал «пропорциональными ценами»; этим ценам соответствует равновесное состояние экономики, которое и есть «состояние изобилия». Достичь такого состояния можно лишь при условии, что имеет место свободная конкуренция.
Идеи Буагильбера продолжил развивать Ричард Кантильон. Буагильбер оказал большое влияние на французскую экономическую мысль, что прослеживается в трудах Франсуа Кенэ, Жана-Батиста Сэйа, Симонда де Сисмонди, Пьера-Жозе́фа Прудо́на, Леона Вальраса и Мори́са Алле.